# Сифон (мифология)
Си́фон (Си́тон, др.-греч. Σίθων) — в греческой мифологии фракийский царь, эпоним сифонов. Царь одомантов (по Парфению) или правитель Херсонеса Фракийского (по Конону). Сын Посейдона и Оссы (согласно Конону), либо сын Ареса и Анхинои, дочери Нила (согласно Цецу).
Отец Паллены от нимфы Мендеиды. Ликофрон и Цец называют его также отцом Ретеи, которая дала имя местечку Ретей в Троаде («могила дочери Сифона» упомянута у Ликофрона).
По рассказу мифографа Парфения, ссылающегося на Феагена и «Палленскую историю» Гегесиппа, Сифон приказывал женихам своей дочери Паллены вступать с ним в поединок за девушку, и так убил многих побежденных. Когда Сифон состарился, он приказал двум женихам (Дрианту и Клиту) вступить в поединок на колесницах друг с другом, получив в награду царевну и царство. Паллена, влюбившись в Клита, хитростью обеспечила ему победу (её воспитатель подкупил возницу Дрианта, который не закрепил колеса повозки).
Сифон, узнав о хитрости дочери, соорудил костёр и решил сжечь там Дрианта и заколоть Паллену. Однако с неба боги послали ливень, и Сифон разрешил Клиту взять в жены Паллену. Этот рассказ напоминает миф об Эномае, Пелопе, Гипподамии и Миртиле, но в «смягченном варианте».
В изложении Нонна, Сифон был влюблен в свою дочь и требовал, чтобы жених победил саму Паллену в поединке на арене. Многие женихи были убиты, пока Паллену не победил Дионис, после чего Дионис сразил нечестивого Сифона ударом тирса.
У Овидия Сифон — царь бисалтов, отец Филлиды. Слова Овидия о «двуедином» Сифоне, который был то мужчиной, то женщиной, загадочны (хотя его сопоставляют с Протеем, следуя некоторым указаниям Цеца).